# Đàn đáy

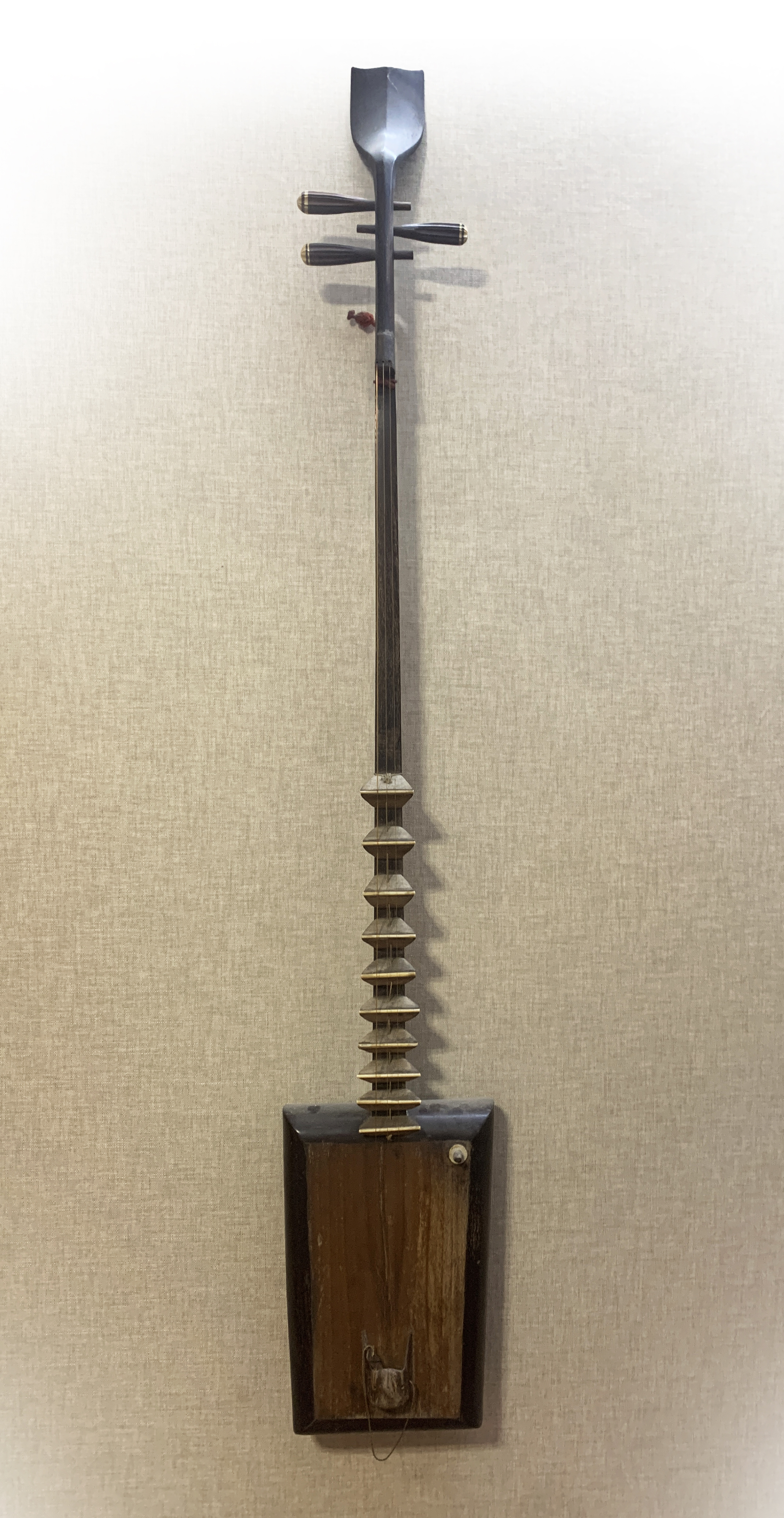
Đàn đáy.

Đàn đáy (chữ Nôm: 彈帶), hay còn gọi là Vô đề cầm (chữ Hán: 無題琴) là một loại nhạc cụ có 3 dây, phần cán rất dài và mặt sau của thùng âm có một lỗ lớn. Đây là nhạc cụ dân tộc cổ truyền của người Việt, không chỉ độc đáo ở hình dáng, âm thanh, mà còn được kết hợp với các nhạc cụ như phách và trống đế, tạo nên loại hình ca trù nổi tiếng.

## Nguồn gốc

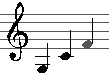
Âm vực của đàn đáy

## Cấu tạo

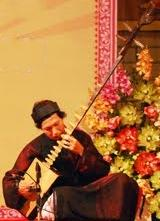
Biểu diễn đàn đáy.